# Corallina goughensis
Corallina goughensis Y.M. Chamberlain, 1965  é o nome botânico  de uma espécie de algas vermelhas pluricelulares do gênero Corallina.
- São algas marinhas encontradas na ilha de Gonçalo Álvares (Gough).

## Sinonímia
Não apresenta sinônimos.